# Escuela de Ingeniería de Minas y Energía de Vigo
La Escuela de Ingeniería de Minas y Energía es el centro docente de la Universidad de Vigo que imparte estudios, tanto de títulos de grado como de postgrado, en Ingeniería de los Recursos Mineros y Energéticos, antiguamente Ingeniería de Minas, e Ingeniería de la Energía.

## Historia
Los estudios de Ingeniería de minas tienen una larga tradición. Datan del año 1777 y fue la primera titulación de Ingeniería Civil que se creó en España. Su denominación tiene precisamente su origen en la localización tradicional de las fuentes de recursos minerales y energéticos.
Los elementos representativos de esta Ingeniería son el martillo, el mazo, la palma y la hoja de laurel como se refleja en el escudo de la Escuela. Los citados elementos representan la presencia histórica de los Ingenieros de Minas en sectores relacionados con la explotación y gestión de recursos naturales, medioambiente,  nuevos materiales, obras públicas y en muy importante medida hoy día la energía.
El inicio de estos estudios en la Universidad de Vigo se remonta al curso 1992/93 siendo una de las 4 únicas en España en ese momento y la única en Galicia hasta la fecha. Desde su formación hasta el curso 2010/11 la escuela ofreció en título de Ingeniero de Minas con tres intensificaciones:
- Energía
- Ambiental y Minera
- Materiales

A partir de ese año, dicho plan de estudios comenzó su extinción en favor de los nuevos títulos de grado adaptados al plan de estudios del RD 1393/2007 (modificado por RD 861/2010) comúnmente conocido como Plan Bolonia.

## Formación

### Titulaciones LRU
- Ingeniero de Minas (Título en extinción)

### Titulaciones de grado
- Grado en Ingeniería de los Recursos Mineros y Energéticos
- Grado en Ingeniería de la Energía

### Titulaciones de máster
- Máster en Ingeniería de Minas (a partir del curso 2014/15)
- Máster en Geoinformática

## Instalaciones
El edificio actual de la Escuela de Ingeniería de Minas y Energía así como sus instalaciones son de construcción reciente (finalizado e inaugurado en 2005). El proyecto arquitectónico fue pensado para centralizar en él diversos servicios compartidos con otras escuelas, como la biblioteca, reprografía, comedor y unidades administrativas. El estilo de la edificación es de claro carácter industrial y abarca cerca de 9000 metros cuadrados de superficie, distribuidos en módulos para adaptarse a la complicada orografía.

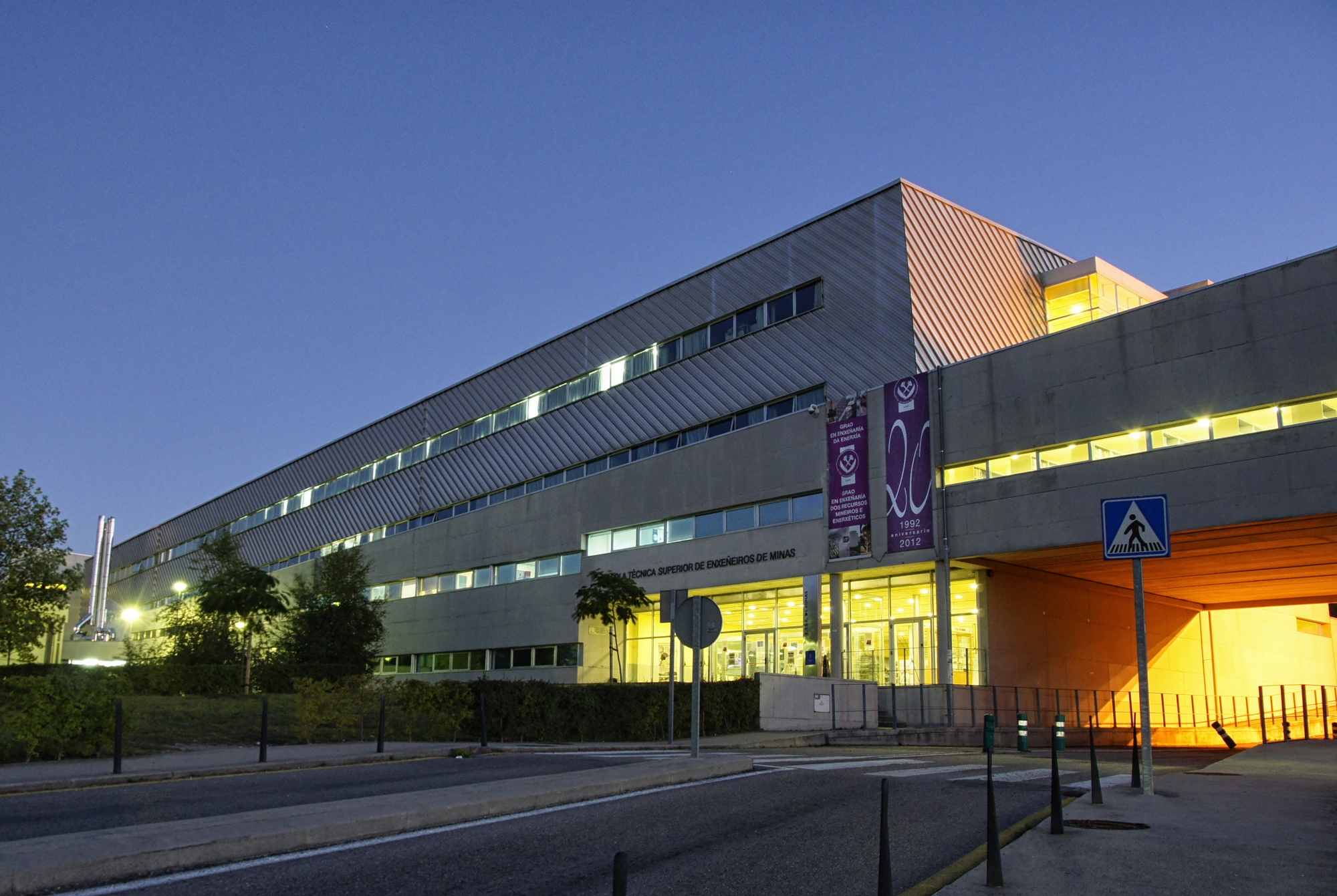
Vista nocturna
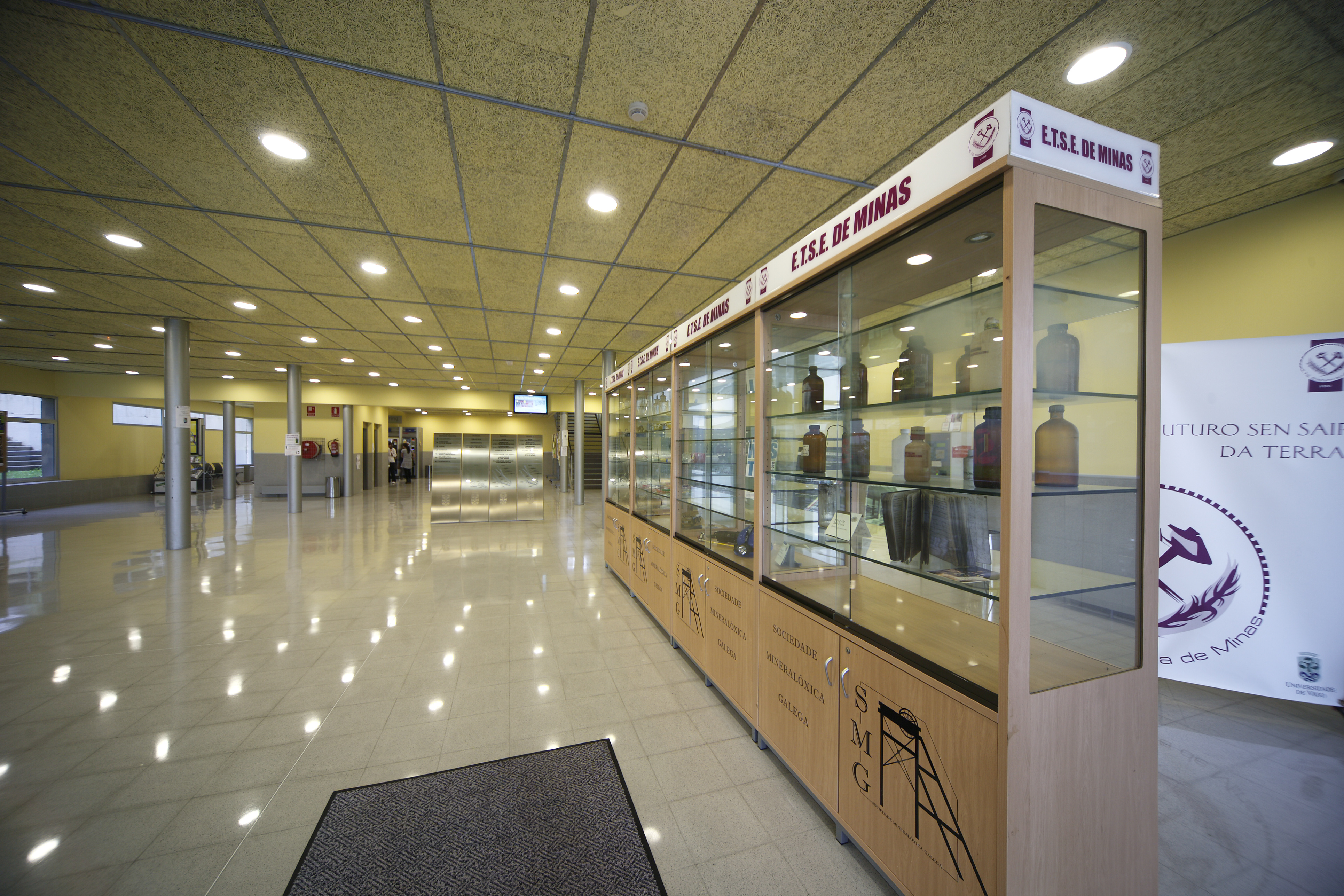
Hall
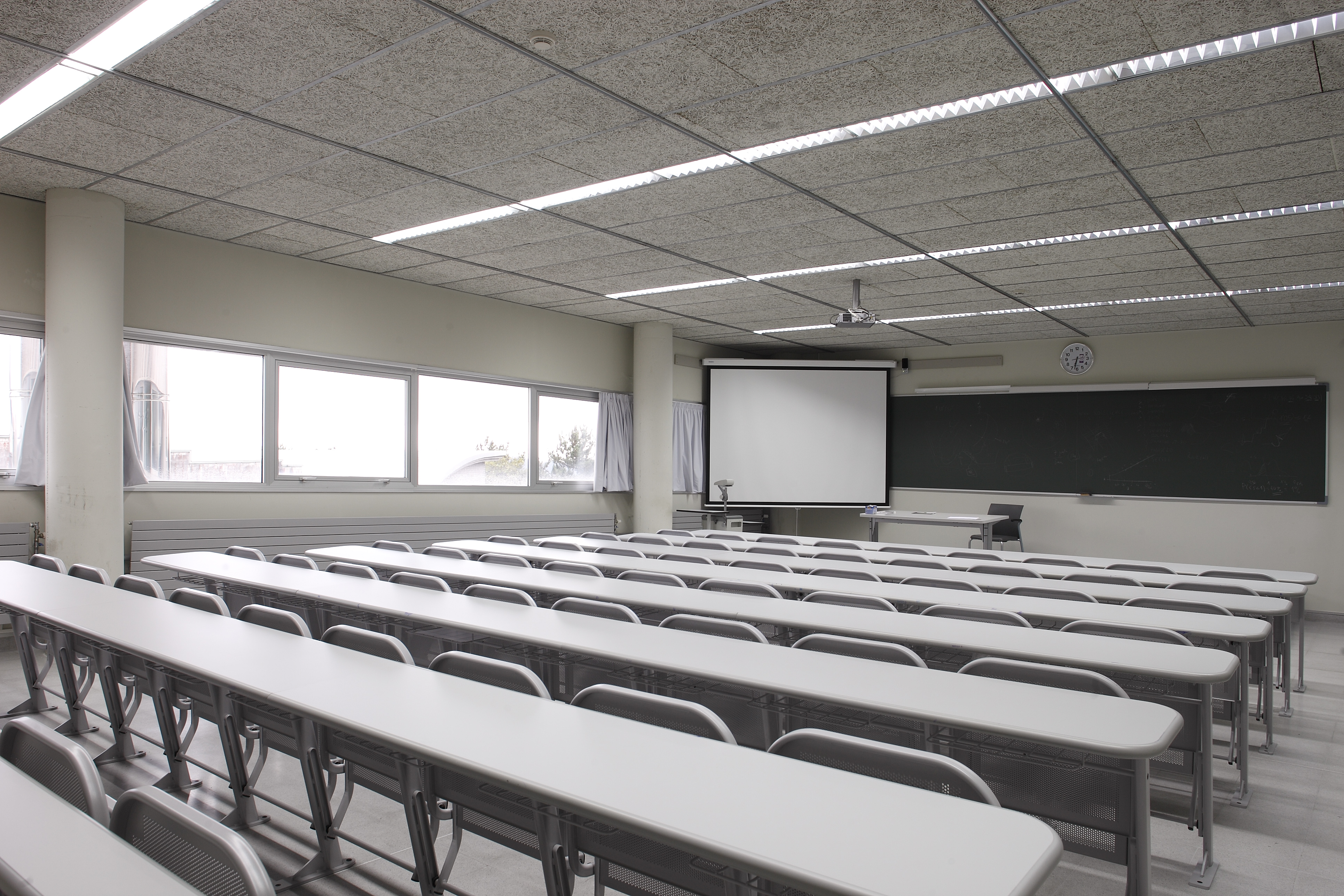
Aula
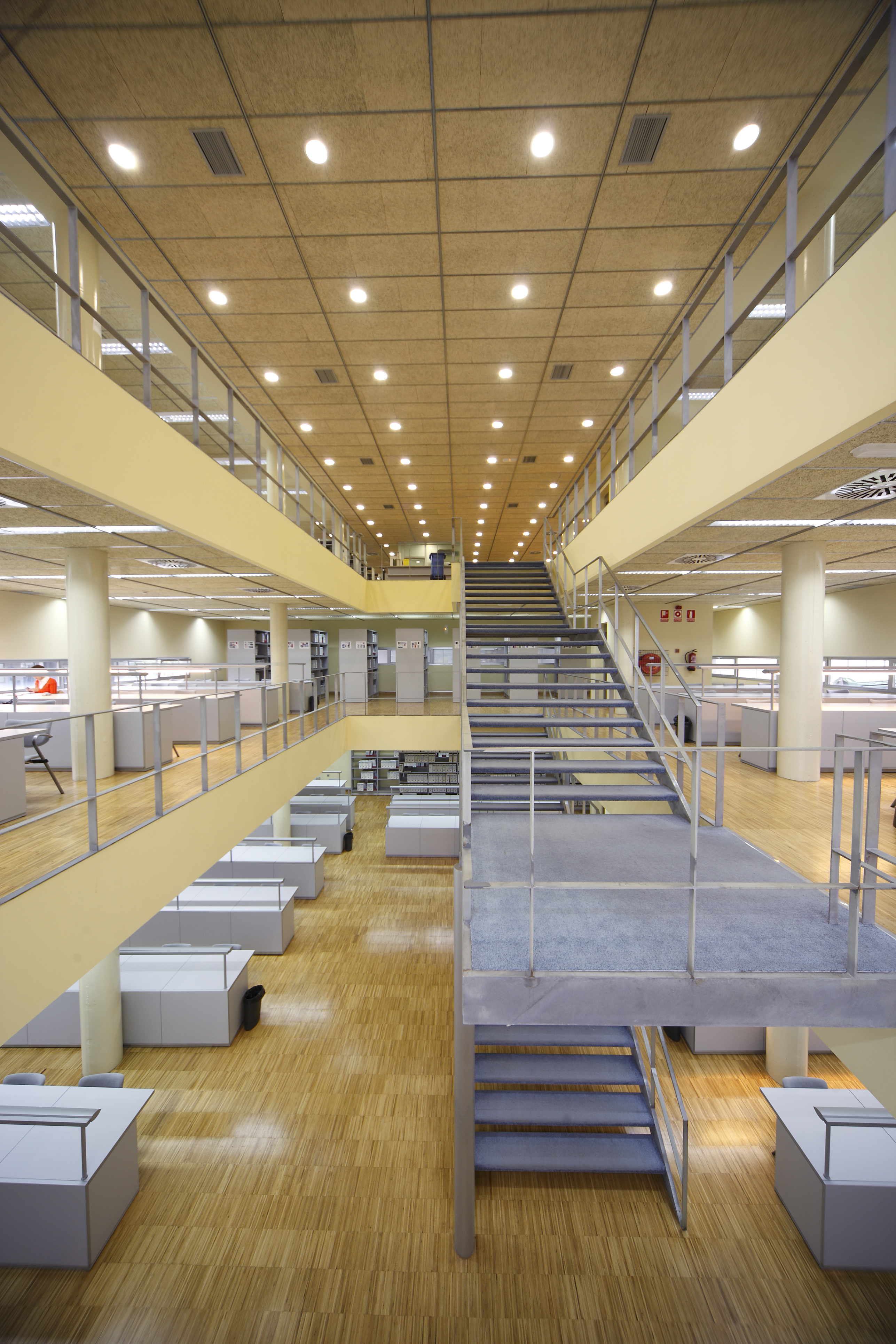
Biblioteca

## Internacional

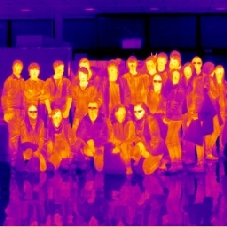
Termografía SC 2013.

Actualmente la Escuela de Minas y Energía mantiene intercambios dentro del programa Erasmus o de intercambio bilateral con más de 20 Universidades de toda Europa y Sudamérica, entre las que destacan:
- Fachhochschule Flensburg (Alemania)
- École nationale supérieure des mines de Nancy (Francia)
- Universidad Politécnica Nacional de Atenas (Grecia)
- Politécnico de Milán (Italia)
- Universidad Noruega de Ciencia y Tecnología (Noruega)
- Universidad Técnica de Lisboa (Portugal)
- Universidad Politécnica de Silesia (Polonia)
- Technical University of Ostrava (República Checa)
- Dokuz Eylül University (Turquía)
- Universidad Federal de Paraná (Brasil)
- Pontificia Universidad Católica del Perú (Perú)

## Semana de la Ciencia
La Secretaria de Estado de I+D+i del Ministerio de Economía y Competitividad, financia a través de la FECYT una serie de actividades para promover un entorno social más propenso a la ciencia y la innovación. Dentro de este programa, la Escuela de Minas de Vigo organiza desde 2007 anualmente una semana de la Ciencia.
Las experiencias organizadas están dirigidas principalmente a estudiantes de enseñanza media y bachillerato. Los contenidos tienen relación directa con los laboratorios de investigación de la escuela, que en gran medida tratan temas con la energía, los nuevos materiales y el medioambiente. Las acciones se dividen en diversos módulos de aprendizaje en los cuales a través de las actividades manipulativas se fomenta el interés por la ciencia y tecnología. Desde este punto de vista, el evento toma como modelo los museos interactivos, aprovechando la disponibilidad de personal cualificado para las explicaciones, lo que favorece el aprendizaje formal. Todo esto, acompañado de adecuados medios audiovisuales y textos de lectura sencilla y breve hacen que, al finalizar, el estudiante haya adquirido una visión más real de las investigaciones llevadas a cabo en la Universidad, así como una mejor información de procesos científico-tecnológicos.